# Escudo de Guinée-Bissau
Pour les articles homonymes, voir Escudo.
L'escudo de Guinée-Bissau (en portugais: escudo da Guiné Bissau) est l'ancienne monnaie officielle de la Guinée portugaise puis en tant que province ultramarine portugaise, émis à partir de 1914. Il est remplacé en 1975 par le peso de Guinée-Bissau.

## Émissions
Arrimé sur l'escudo portugais, l'escudo de Guinée est divisé en 100 centavos. Il remplace le réal au taux de 1 000 contre 1.

### Pièces de monnaie
À partir de 1933, la Imprensa Nacional - Casa da Moeda de Lisbonne frappa les pièces suivantes : 5, 10, 20 et 50 centavos et 1 escudo. Les pièces de 2½, 10 et 20 escudos furent frappées à partir de 1952, et la 5 escudos fut produite à partir de 1973. 

### Billets de banque
La Banco Nacional Ultramarino émit des billets à partir de 1914, de 10, 20 et 50 centavos. En 1921, des billets de 1 escudo à 100 escudos, furent produits. Un billet de 500 escudos fut introduit en 1945. Enfin, un billet de 1 000 escudos est fabriqué en 1964.